# حیدر کاکی
حیدر کاکی (۱۳۵۱ در دالاهو )، موسیقی‌دان کُرد ایرانی و نوازنده‌ی تنبور، تار و سه‌تار، دانش آموخته‌ی مقطع کارشناسی موسیقی و کارشناسی ارشد آهنگسازی از دانشگاه سوره تهران است.

## زندگی‌نامه و فعالیت هنری
وی نوازندگی تنبور را از کودکی شروع و طی سالیان متمادی نزد علی‌اکبر مرادی آموزش دید. او موسیقی دستگاهی را نزد علی‌اکبر شکارچی، عطاءالله جنگوک و داریوش پیرنیاکان، آموخت و پژوهش موسیقی را از محسن حجاریان و ساسان فاطمی و موسیقی کلاسیک غربی را از مصطفی کمال پورتراب، تقی ضرابی، محسن الهامیان، وارطان ساهاکیان و کیاوش صاحب نسق آموخت. کاکی همکاری متعددی با علی‌اکبر مرادی در زمینۀ اجرای کنسرت و انتشار آلبوم‌های موسیقی تنبور و نگارش کتاب شیوه آموزش تنبور صد درس داشته‌است.
کاکی سرپرستی گروه تنبورنوازان واله را بر عهده دارد.
تخصص ها:  آهنگساز و نوازنده سازهای تنبور، تار و سه تار. - مدرس دانشگاه های علمی کاربردی، مرکز آموزشی نزاجا، و مرکز آموزش های فرهنگی- هنری سالهای 1375 تاکنون. - مدرس سازهای تنبور، تار و سه تار از سال 1382 تاکنون.

## کنسرت ها و کارگاه های آموزشی
- کنسرت تنبورنوازان واله با همکاری گروه سوارو، تهران، فرهنگسرای ارسباران، 13 دی 1398
- کنسرت دونوازی کمانچه و تنبور، حیدر کاکی و همایون کاکی، تهران، تالار رودکی، 4 بهمن .1397
- شرکت در جشنواره موسیقی شمسه سال .1389
- کنسرت آلبوم سحرگاهان، گروه تنبورنوازان لاوچ، به سرپرستی حیدر کاکی، تهران، فرهنگسرای نیاوران، 28 و 29 شهریور .1392
- کنسرت نوای تنبور، حیدر کاکی تنبور، محمدرضا نامدارپور سازهای کوبه ای، اصفهان، فرهنگسرای خورشید، 25 شهریور .1394
- کنسرت تنبورنوازان واله، اجرای مقام های کهن تنبور و آثاری از استاد علی اکبر مرادی و حیدر کاکی، تهران، خانه هنرمندان، سالن استاد جلیل شهناز، 24 شهریور1396
- کنسرت تنبورنوازان لاوچ، به سرپرستی حیدرکاکی، با اجرای آثاری از استاد علی اکبر مرادی، تهران، پردیس مرکزی دانشگاه تهران، 7 آبان .1392
- کنسرت تنبورنوازی حیدرکاکی، تنبک همایون کاکی، تهران، سالن رودکی، 27 اردیبهشت .1395
- کنسرت شیراز ، تهران و کرمان به سرپرستی استاد علی اکبر مرادی به همراه اوالش اوزدمیر، سالن حافظ، سال .1386
- کنسرت گروه تنبورنوازان لاوچ در دو بخش کردی و فارسی، به سرپرستی حیدر کاکی، کرج، سالن سیروس صابر، 10 آبان ماه .1391
- کنسرت گروه تنبورنوازان لاوچ در دو بخش کردی و فارسی، به سرپرستی حیدر کاکی، کرمانشاه، سالن انتظار، 11 اردیبهشت .1393
- کنسرت گروه تنبورنوازان لاوچ در دو بخش کردی و فارسی، به سرپرستی حیدر کاکی، تهران، تاالر رودکی، 21 شهریور .1393
- کنسرت گروه تنبورنوازان لاوچ، به سرپرستی حیدر کاکی، در سالن فخرالدین اسعد گرگانی، سال .1392
- کنسرت گروه تنبورنوازان لاوچ، به سرپرستی حیدر کاکی، در سالن فردوسی دانشگاه تهران، سال .1392
- کنسرت گروه تنبورنوازان لاوچ، به سرپرستی حیدر کاکی، تهران، فرهنگسرای نیاوران 1و 2 تیر .1391
- کنسرت گروه تنبورنوازان واله، به سرپرستی حیدر کاکی، تهران، فرهنگسرای ارسباران، 22 اردیبهشت .1396
- کنسرت نوایی دیگر،هم نوازی تنبور و پیانو، پیانیست مهدی رفعتی، تنبک و کوزه همایون کاکی، به سرپرستی حیدر کاکی، تهران،فرهنگسرای شفق، 20 اردیبهشت 1392
- کنسرت نیشابور ، مشهد، تهران و چابهار، به سرپرستی داوود عزیزی و گروه افق، سالهای .1385-1375
- کنسرت دونوازی تنبور و کوبه ای، حیدر کاکی تنبور، حامد مردانیان کوبه ای، تهران، مجتمع شهید آوینی، 3 شهریور .1395
- کارگاه تنبورنوازی، حیدر کاکی، تهران، آموزشگاه رودکی، 9 شهریورماه .1397
- کارگاه تنبورنوازی همدان، دوم شهریور .1395
- نشستی پیرامون موسیقی تلفیقی، نقدی بر آلبوم نوایی دیگر، سالن اجتماعات کنسرواتوار تهران، 13 اردیبهشت .

## لوح های تقدیر
- تقدیرنامه از رئیس فرهنگسرای ارسباران به مناسبت روز معلم سال های .96-92
- تقدیرنامه از رییس مرکز آموزش علمی-کاربردی پشتیبانی شهید امانی نزاجا به مناسبت روز استاد، سال های -93 -97
- لوح یادبود به مناسبت همکاری در سیزدهمین جشنوازه موسیقی فجر، سال .1376
- لوح یادبود به مناسبت شرکت در جشنواره ذکر و ذاکرین، سال .1374
- لوح یادبود به مناسبت شرکت در پنجمین جشنواره موسیقی دانشجویی، سال .1383
- لوح تقدیر از امور فرهنگی شهرداری سال .1398

## آثار

### آلبوم‌ها[۳]
- سحرگاهان، آواز بیژن کامکار، آهنگساز حیدر کاکی، انتشارات سروه تنبور، تابستان ۱۳۹۲.
- طرز تنبور، آهنگساز حیدر کاکی، تنبک پژهام اخواص، انتشارات آوای باربد، سال۱۳۸۷.
- مهجوری و همکاری با استاد علی اکبر مرادی به عنوان نوازنده تنبور، سال ۱۳۷۶.
- نوای تنبور، نوازنده و آهنگساز حیدر کاکی، انتشارات ماهور، سال ۱۳۹۵.
- دواله، استاد علی اکبر مرادی، همکاری به عنوان نوازندۀ تنبور، نشر ماه ریز، سال ۱۳۸۹.
- نوایی دیگر، آهنگساز و نوازنده حیدر کاکی، تنظیم مهدی رفعتی، سازهای کوبه‌ای بهنام معصومی، انتشارات سروۀ تنبور، زمستان ۱۳۹۰

### کتاب‌ها و پژوهش ها
- ته‌رزهای باستانی تنبور[۴]
- صد درس[۵]
- زمینه شناخت تنبور[۶]
- موسیقی یارسان
- رقصی چنین میانۀ میدانم آرزوست[۷]
- راز رود، روایتی دیگر از موسیقی کهن ایران
- مقاله تنبور کهن ترین ساز زهی- زخمه ای، ماهنامه هنر موسیقی، سال دهم، شماره ،89 ویژه نوروز .1387
- سمفونی حماسه برای ارکستر سمفونیک، پایان نامه کارشناسی ارشد، دانشگاه سوره، سال .1389
- مقاله مقام های تنبور یارسان، فصلنامه موسیقی ماهور شماره های35 و .3